# Cừu Solognote

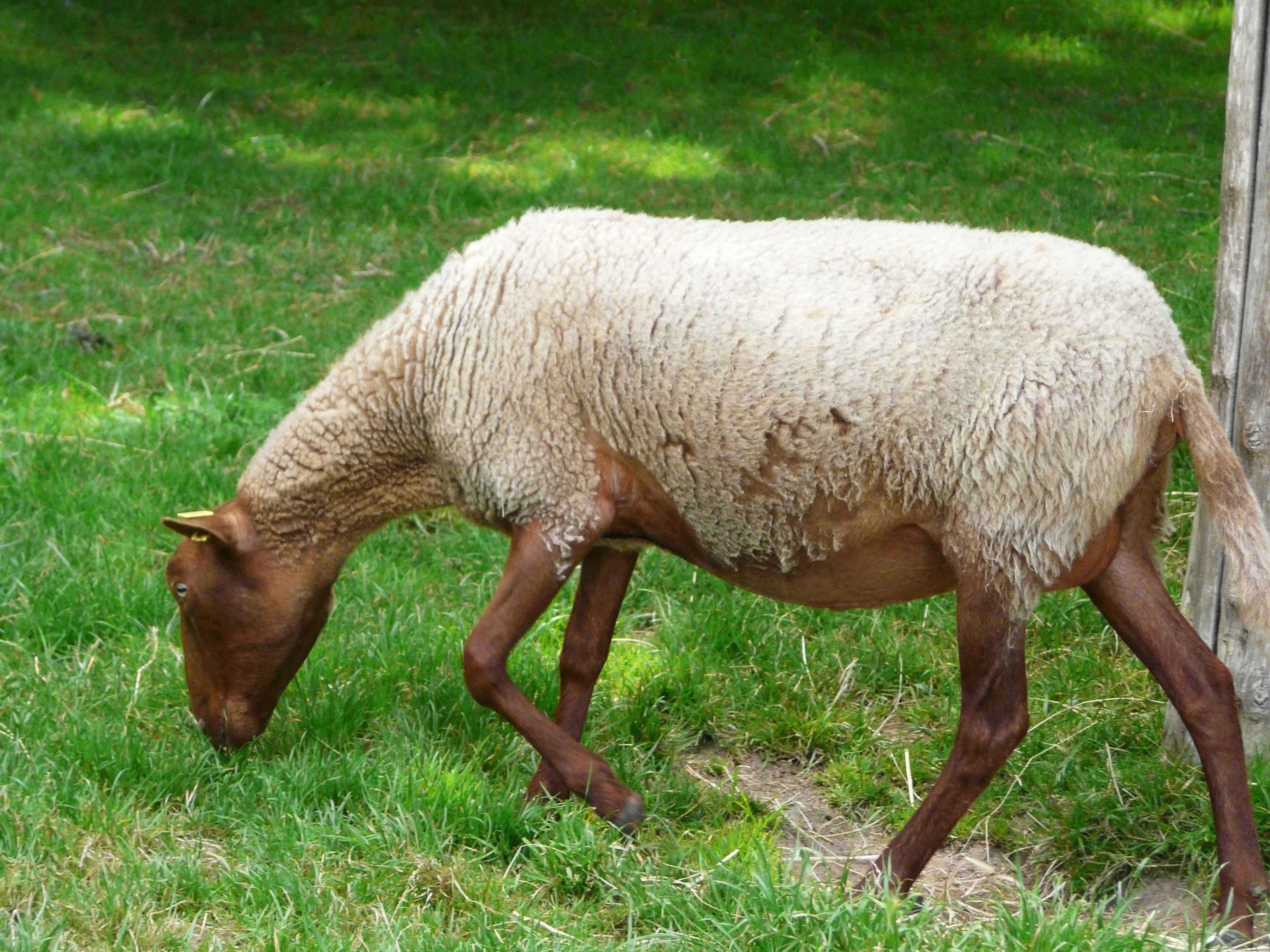
Cừu Solognot

Cừu Solognote là giống cừu khỏe mạnh có nguồn gốc từ nước Pháp. Đây là một giống cừu quý hiếm trong diện bảo tồn nguồn gen của Pháp.

## Lịch sử
Giống cừu này cổ xưa, được phát triển với ngành thương mại len trong thời Phục Hưng, và vẫn là nguồn thu nhập chính của nông dân Solognote cho đến giữa thế kỷ XIX, nơi có không ít hơn 300 000 đầu cừu. Cạnh tranh từ các sản phẩm khác có thể được thực hiện bởi những tiến bộ công nghệ và sự phát triển của việc săn bắt như một hoạt động kinh tế đang gây ra sự suy giảm của các con thiếu biến mất. Có vô số ít hơn 3000 con cừu Solognote tại Pháp vào năm 2007. Giống như nhiều giống cừu nguy cơ tuyệt chủng, các con Solognote được liệt kê trong trong nhóm những giống cừu phải bảo tồn nguồn gen.
Một kế hoạch dự phòng cũng đã được triển khai để quản lý dân số. Việc nuôi cừu Solognote đạt đến đỉnh cao của nó khoảng năm 1850. Sau đó, có khoảng 300.000 con cừu trong khu vực. Các con cừu Solognote, hoàn toàn thích nghi với điều kiện độ ẩm và nghèo đói của các thảm thực vật. Đó là lúc mà nguồn thu nhập chính của người dân trong khu vực, nhờ bán hàng rèm len Romorantin (trong đó cung cấp cho quân đội Pháp), và doanh số bán hàng của các con chiên đến các vùng lân cận phong phú hơn của Val Loiren, Beauce và Gâtinais. Sự suy giảm bắt đầu vào những năm cuối thế kỷ XIX, với sự phát triển của những nỗ lực Solognote bằng việc tạo ra các con đường, các phong trào thủy triều, thoát nước và trồng rừng.
Các vùng đất canh tác được phân bổ cho cừu do đó giảm, và vào năm 1910 dân số giảm xuống còn 50.000 đầu con. Hiện tượng này được phát triển với sự di cư nông thôn theo sau Chiến tranh thế giới thứ nhất, và với sự phát triển của việc săn bắt như một hoạt động kinh tế có lợi nhuận trong khu vực. Năm 1968, chúng đang được dự trữ di truyền. Một chương trình quản lý di truyền được sau đó dần dần giới thiệu và đề án của giống cừu sao lưu được lấy từ 1976. Cừu Solognote có thể được hưởng lợi từ các biện pháp bảo vệ đối với giống vật nguy cấp. Trong những năm đầu thế kỷ XXI, nó duy trì số lượng của nó khoảng 3000 con cừu.

## Đặc điểm

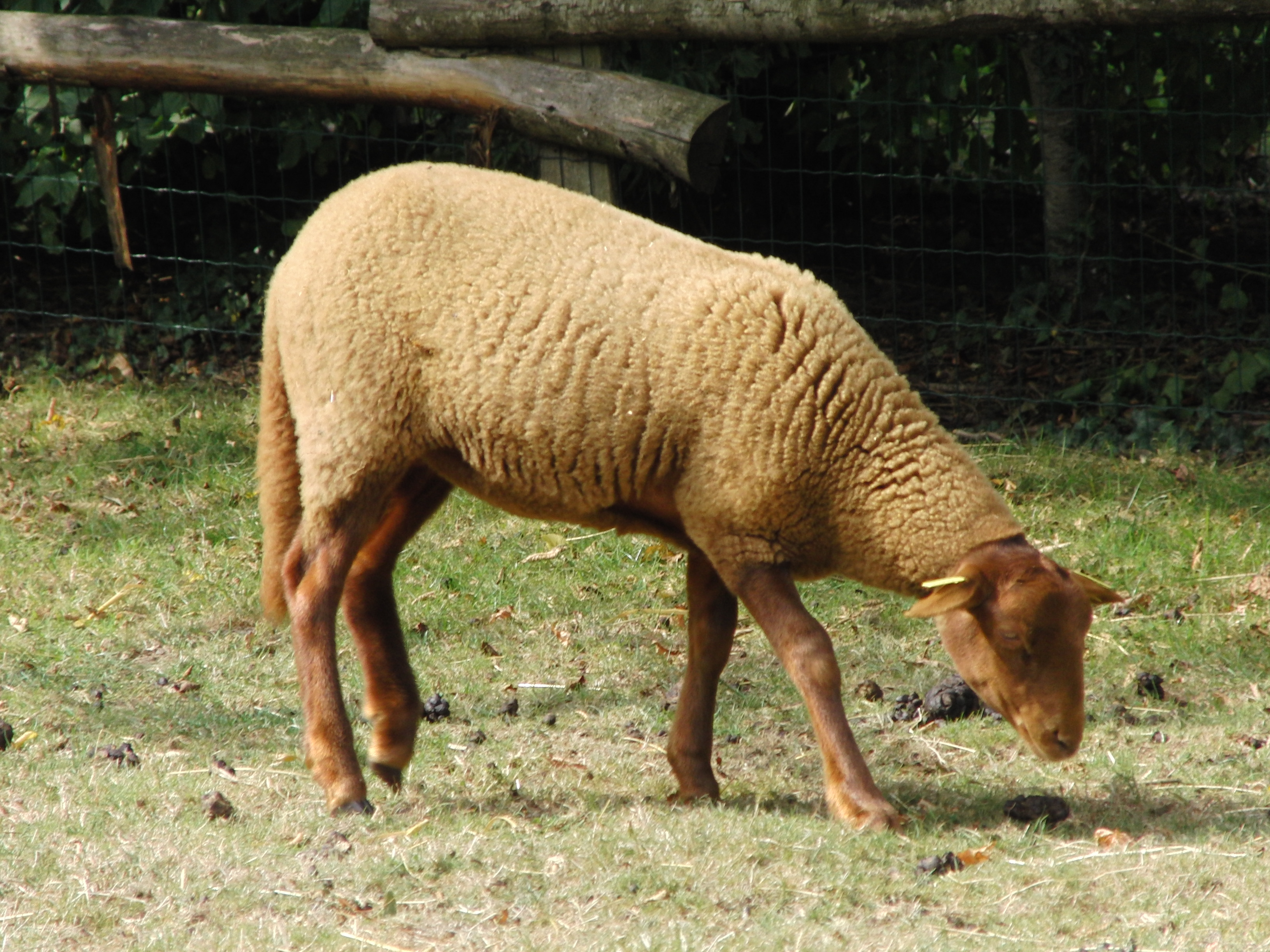

Cừu Solognote có một cái đầu đẹp không có lông cừu, nâu, và khuyết sừng, với một khuôn mặt dài, hẹp và côn hơi lồi, tai vừa, xoay ngang. Lưng thẳng và dài và phát triển tốt ở chân. Nó có một độ mịn trung bình của len nặng 1,5 kg cho cừu cái và 2,5 kg cho cừu đực. Đây là một giống cừu có kích thước cừu trung bình, đo 60–70 cm ở hai bả vai và nặng 55–65 kg cho cừu cái và 80–90 kg cho cừu đực. Các con cừu Solognote có một tính khí sống động và rất tò mò và làm cho chúng gần giống loài dê hơn là những người anh em cừu khác của nó.
Các con cừu solognote chủ yếu là giống cừu khỏe mạnh. Nó rất phù hợp với người nghèo, đất ẩm mà được tìm thấy trong khu vực xuất xứ của nó. Chúng không ngại đi xa để kiếm thức ăn. Nó cũng có khả năng kháng bệnh. Nó cũng có thể ở ngoài trời quanh năm, chúng được đánh giá rất tốt bởi các thảm thực vật nghèo và thân gỗ nó tìm thấy trong rừng. Cừu cái sớm thành thục tính dục tốt mà có thể sinh sản từ tám tháng tuổi. Thịt cừu solognot có danh tiếng là hảo hạng, ít chất béo và đầy thịt có hiệu suất tốt.
Trán chúng phẳng, xương mũi lồi ra, chúng có hố nước mắt, mõm của chúng mỏng, môi hoạt động, răng cửa sắc, nhờ đó chúng có thể gặm được cỏ mọc thấp và bứt được những lá thân cây mềm mại, hợp khẩu vị trên cao để ăn. Chúng có thói quen đi kiếm ăn theo bầy đàn, tạo thành nhóm lớn trên đồng cỏ. Trong da chúng có nhiều tuyến mồ hôi và tuyến mỡ hơn dê. Bởi thế chúng bài tiết mồ hôi nhiều hơn và các cơ quan hô hấp tham gia tích cực hơn vào quá trình điều tiết nhiệt. 

## Chăn nuôi
Chúng có tính bầy đàn cao nên dễ quản lý, chúng thường đi kiếm ăn theo đàn nên việc chăm sóc và quản lý rất thuận lợi. Chúng cũng là loài dễ nuôi, mau lớn, ít tốn công chăm sóc. So với chăn nuôi bò thì chúng là vật nuôi dễ tính hơn, thức ăn của chúng rất đa dạng, thức ăn của chúng là những loại không cạnh tranh với lương thực của người. Chúng là động vật có vú ăn rất nhiều cỏ. 

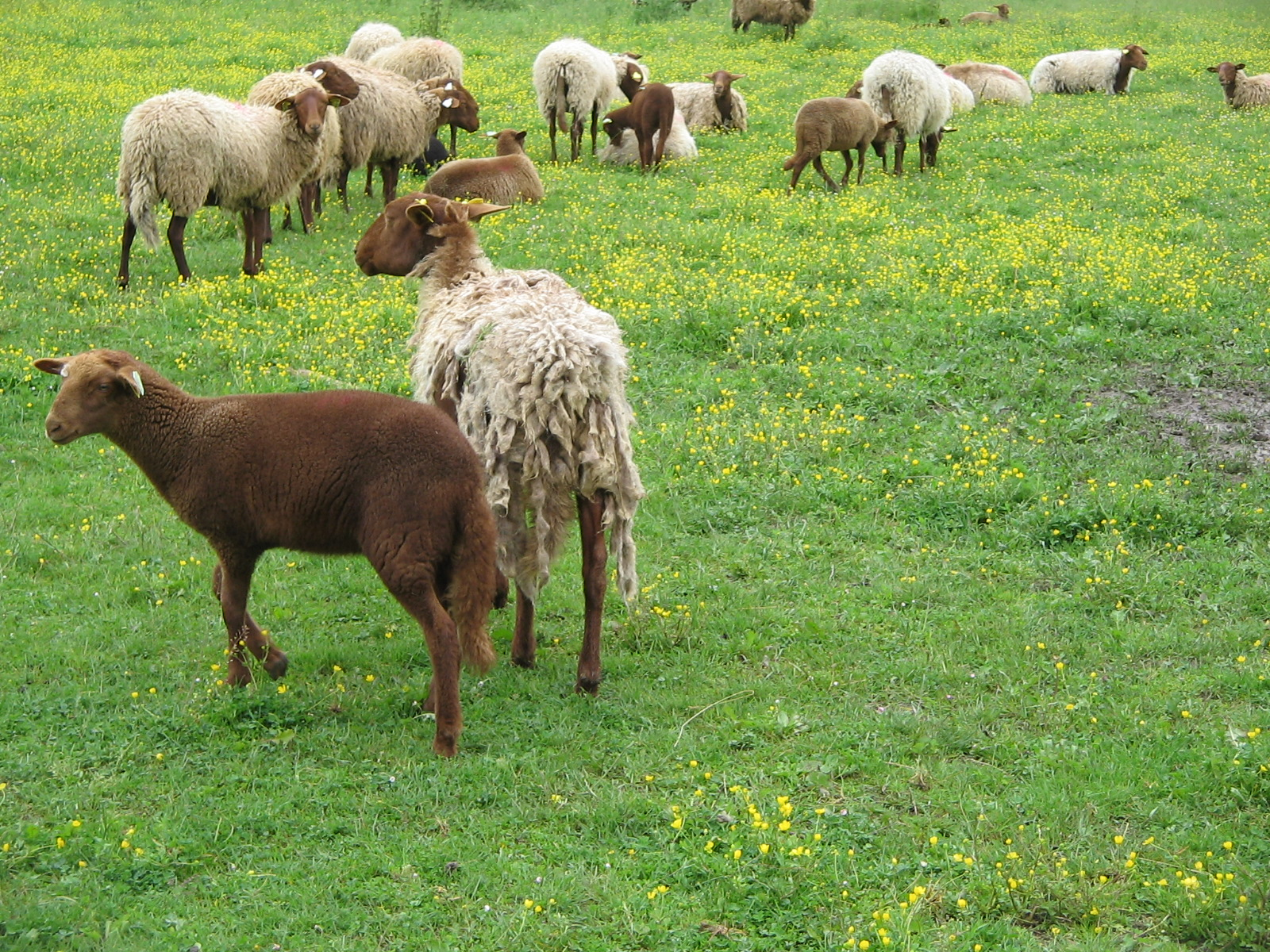

Hầu hết chúng gặm cỏ và ăn các loại cỏ khô khác, tránh các phần thực vật có gỗ nhiều. Chúng có chế độ hoạt động ban ngày, ăn từ sáng đến tối, thỉnh thoảng dừng lại để nghỉ ngơi và nhai lại. Đồng cỏ lý tưởng cho chúng như cỏ và cây họ Đậu. Khác với thức ăn gia súc, thức ăn chính của chúng trong mùa đông là cỏ khô.
Chúng là loài ăn tạp, có thể ăn được nhiều loại thức ăn bao gồm thức ăn thô xanh các loại như: rơm cỏ tươi, khô, rau, củ quả bầu bí các loại, phế phụ phẩm công nông nghiệp và các loại thức ăn tinh bổ sung như cám gạo ngũ cốc. Mỗi ngày chúng có thể ăn được một lượng thức ăn 15-20% thể trọng. Chúng cần một lượng thức ăn tính theo vật chất khô bằng 3,5% thể trọng. Với nhu cầu 65% vật chất khô từ thức ăn thô xanh (0,91 kg) và 35% vật chất khô từ thức ăn tinh (0,49 kg). Khi cho chúng ăn loại thức ăn thô xanh chứa 20% vật chất khô và thức ăn tinh chứa 90% vật chất khô.
Nguồn nước uống là nhu cầu cơ bản của chúng. Lượng nước cần cho chúng biến động theo mùa và loại và chất lượng thực phẩm mà chúng tiêu thụ. Khi chúng ăn nhiều trong các tháng đầu tiên và có mưa (kể cả sương, khi chúng ăn vào sáng sớm), chúng cần ít nước hơn. Khi chúng ăn nhiều cỏ khô thì chúng cần nhiều nước. Chúng cũng cần uống nước sạch, và có thể không uống nếu nước có tảo hoặc chất cặn. Trong một số khẩu phần ăn của chúng cũng bao gồm các khoáng chất, hoặc trộn với lượng ít.

## Chăm sóc
Sau khi cho phối giống 16-17 ngày mà không có biểu hiện động dục lại là có thể cừu đã có chửa, Căn cứ vào ngày phối giống để chuẩn bị đỡ đẻ cho cừu (thời gian mang thai của cừu 146-150 ngày) nhằm hạn chế cừu sơ sinh bị chết; Có thể bồi dưỡng thêm thức ăn tinh và rau cỏ non cho cừu có chửa nhưng tuyệt đối tránh thức ăn hôi mốc; Khi có dấu hiệu sắp đẻ (bầu vú căng, xuống sữa, sụt mông, âm hộ sưng to, dịch nhờn chảy ra, cào bới sàn…) nên nhốt ở chuồng riêng có lót ổ rơm và chăn dắt gần, tránh đồi dốc.
Thông thường cừu mẹ nằm đẻ nhưng cũng có trường hợp đứng đẻ, tốt nhất nên chuẩn bị đỡ đẻ cho cừu; Sau khi đẻ cừu mẹ tự liếm cho con. Tuy nhiên, vẫn phải lấy khăn sạch lau khô cho cừu con, nhất là ở miệng và mũi cho cừu con dễ thở. Lấy chỉ sạch buộc cuống rốn (cách rốn 4–5 cm), cắt cuống rốn cho cừu con và dùng cồn Iod để sát trùng; Giúp cừu con sơ sinh đứng dậy bú sữa đầu càng sớm càng tốt (vì trong sữa đầu có nhiều kháng thể tự nhiên); Đẻ xong cho cừu mẹ uống nước thoải mái (có pha đường 1% hoặc muối 0.5%).
Cừu con trong 10 ngày đầu sau khi đẻ cừu con bú sữa mẹ tự do; Từ 11-21 ngày tuổi cừu con bú mẹ 3 lần/ngày, nên tập cho cừu con ăn thêm thức ăn tinh và cỏ non, ngon; 80-90 ngày tuổi có thể cai sữa. Giai đoạn này phải có cỏ tươi non, ngon cho cừu con để kích thích bộ máy tiêu hóa phát triển (đặc biệt là dạ cỏ) và bù đắp lượng dinh dưỡng thiếu hụt do sữa mẹ cung cấp không đủ; Cừu sinh trưởng và phát triển nhanh, mạnh ở giai đoạn này.